# Velimir Valenta
Velimir Valenta (født 21. april 1929 i Klis, død 27. november 2004 i Mendrisio, Schweiz) var en jugoslavisk (kroatisk) roer og olympisk guldvinder.
Bonačić kom med for Jugoslavien ved OL 1952 i Helsinki i firer uden styrmand sammen med Duje Bonačić, Mate Trojanović og Petar Šegvić. Efter at have vundet deres indledende heat vandt de også semifinalen, og i finalen henviste jugoslaverne Frankrig og Finland til henholdsvis sølv- og bronzemedaljerne.

## OL-medaljer
- 1952:  Guld i firer uden styrmand